# 橋本ひかり (グラビアアイドル)
橋本 ひかり（はしもと ひかり、1998年1月8日 - ）は、日本のグラビアアイドル、バラエティタレント。大学在籍中の愛称は「日本一脱げる法学部グラドル」。フリーランス。

## 人物・来歴
千葉県出身。撮影会モデルとして発掘され、SNSに公開した自撮り写真が話題を呼び、1stイメージDVD『ヒカリノキセツ』（スパイスビジュアル）はAmazonのランキングで第1位を獲得した。
大学は法学部/憲法専攻で、「日本一脱げる法学部グラドル」の愛称を持つ。公務員になりたくて法学部を選んだが、もっと人に見られたいという気持ちから撮影会に出ているうちに進路が大幅に変わり、卒業後はグラビアアイドルに専念する予定。
脱ぎっぷりから撮影会での人気は高く、2020年9月15日にウェブテレビ番組『スピードワゴンの月曜The NIGHT』で開催された企画「フリーアイドル フリー出演SP」にリモートで生参加した際には、水着のブラジャーがズレていたことから上着を脱ぐと同時に右胸が露出してしまい、優勝を勝ち取る。
2021年3月には大学を卒業した。
2023年11月18日には通算7枚目のDVD『橋本ひかり vs 仮想エロス』（エアーコントロール）の発売記念イベントに登壇し、ここ1年間は充電期間として好きなASMR系のYouTubeを見たりして過ごしていたことや、同DVDをきっかけとしてグラビアに復帰することを明かした。

## 出演

### ウェブテレビ
- スピードワゴンの月曜The NIGHT（2020年9月15日、ABEMA）[14]

## 作品

### イメージビデオ
- ヒカリノキセツ（2020年6月26日、スパイスビジュアル）[15][16]
- 眩しすぎて（2020年9月25日、竹書房）[17][18]
- ひかりちゃんは魅せたがり♥（2020年12月20日、ラインコミュニケーションズ）[19][20]
- えちえちすぎてごめんなさい（2021年8月20日、ラインコミュニケーションズ）[21][22]
- ひかりの秘密（2021年12月17日、スパイスビジュアル）[23][24]
- ささやき上手な橋本さん（2022年6月28日、エアーコントロール）[1][25]
- 橋本ひかり vs 仮想エロス（2023年10月24日、エアーコントロール）[26][27]
- Love scene（2024年3月27日、スパイスビジュアル）[28][29]
- ボクの彼女のバグった距離感（2024年10月22日、エアーコントロール）[30][31]